# Cantone di Sainte-Sigolène
Il Cantone di Sainte-Sigolène era una divisione amministrativa dell'Arrondissement di Yssingeaux.
A seguito della riforma approvata con decreto del 17 febbraio 2014, che ha avuto attuazione dopo le elezioni dipartimentali del 2015, è stato soppresso.

## Composizione
Comprendeva 3 comuni:
- Saint-Pal-de-Mons
- Sainte-Sigolène
- Les Villettes